# Чилингарян, Грач
Грач Чилингарян (16 декабря 1962) — американский и английский учёный-арменовед, историк, теолог и социолог. Специалист по истории и теологии Армянской церкви, истории армянских общин Ближнего Востока, армяно-турецким отношениям и межэтническим конфликтам на Кавказе. Профессор кафедры востоковедения Оксфордского университета. Доктор философии, магистр богословия.

## Биография
Грач Чилингарян обучался в Конкордия колледже, армянской семинарии Иерусалима и Нью-Йорка, семинарии русской православной церкви в Нью-Йорке, а также в Калифорнийском и Лондонском университетах. С 1990 по 1995 год являлся одним из основателей и редактором журнала «Окно», издающегося при «Обществе по исследованию истории армянской церкви» (ACRAG). Одновременно с этим, с 1991 по 1995 год, являлся деканом Нью-йоркской армянской семинарии св. Нерсеса. С 1997 по 1998 год был главой «Института современных армянских научных исследований и первоисточников им. Зорьяна» (Zoryan Institute for Contemporary Armenian Research and Documentation). С 2003 по 2012 год являлся старшим научным сотрудником центра евразийских исследований в Кембриджском университете, где он преподавал и занимал различные академические должности. С 2012 года является ассоциированным членом факультета востоковедения Оксфордского университета, где читает лекции по истории Армении и армянских общин Ближнего востока, а также по истории и теологии армянской церкви. Сферой интересов учёного являются: исследования Ближнего Востока и Армении, культурная идентичность, отношения между родиной и диаспорой, история и теология Армянской церкви, межэтнические конфликты на Ближнем Востоке и в Евразии

### Сфера исследований
В сферу научно-исследовательской деятельности Гр. Чилингаряна входят:
- Социология меньшинств и христианских общин на современном Ближнем Востоке
- Армянская диаспора
- Турецко-армянские отношения
- Армянская церковь и религиозные исследования
- Межэтнические конфликты на Кавказе